# Башкирське центральне шуро
Башкирське центральне шуро, також Башкирська обласна рада (башк. Башҡорт мәркәз шураһы), утворено 20 липня 1917 року на 1-му Всебашкирському курултаї для керівництва Башкирським національним рухом.

## Історія
Штаб-квартира містилася в Оренбурзі, в червні — серпні 1918 в Челябінську, з грудня змінювала розташування в межах Орського повіту.
Координувало діяльність різних волосних шуро (рад). Організувало скликання 2-го і 3-го Всебашкирських курултаїв, передвиборчу кампанію кандидатів у депутати Всеросійських установчих зборів; 15 листопада 1917 року проголосило національно-територіальну автономію Башкортостана. 17 лютого 1918 року за наказом голови Оренбурзького губернського військово-революційного комітету частину членів Башкирського центрального шуро і завідувачів відділів Башкирського уряду було арештовано.
На початку квітня їх було звільнено з в'язниці під час захоплення Оренбурга башкирськими і козацькими загонами. У червні центральне шуро відновило роботу. Воно сприяло заходам Башкирського уряду, вело антибільшовицьку пропаганду та збирало кошти на потреби Башкирського національного руху, розвивало відносини з іншими національними рухами. Припинило діяльність після того, як 20 березня 1919 року було підписано Угоду центральної Радянської влади з Башкирським урядом про Радянську Автономну Башкирії.

## Склад
Голови Башкирського центрального шуро:
1. Манатов Шаріф Ахметзянович (липень—грудень 1917)
2. Атнагулов Салахетдін Садрійович[ru] (грудень 1917 — червень 1918)
3. Бабич Шайхзада Мухаметзакірович (грудень 1917 — червень 1918)
4. Мрясов Сагіт Губайдулович[ru] (червень 1918 — березень 1919).

До початкового складу шуро входили:
- Манатов Ш. А. (голова)
- Ахмет-Закі Валіді (заст. голови)
- Атнагулов С. С.
- Бабич Ш. М.
- Габітов Хабібулла Абделькадирович[ru]
- Гумаров А.
- Давлетшин Абдулла Сібагатулович[ru]
- Карібов К.
- Мрясов С. Г.
- Смаков Муса Гатіятулович[ru]
- Тагіров Нуріагзам Тагірович[ru]
- Хасанов Галі-Ахмед Валі-Мухамедович[ru]

## Інше
- Друкованим органом Башкирського центрального шуро була газета «Башкорт».